# Syllitus argillaceus
Syllitus argillaceus là một loài bọ cánh cứng trong họ Cerambycidae.